# Leptis Magna

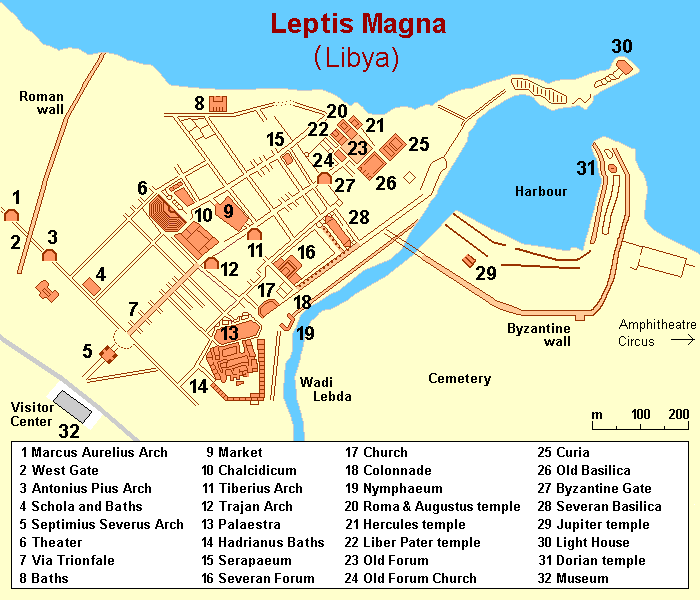
Plano de la ciudad excavada.

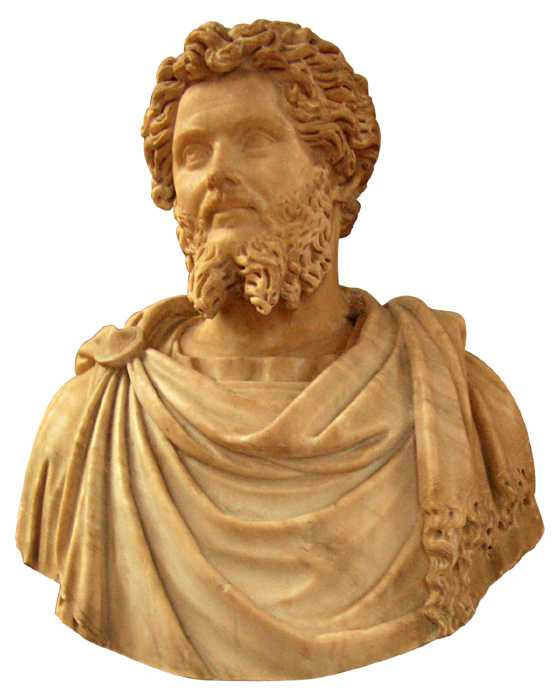
Septimio Severo, Museo del Louvre.

Leptis Magna, o Lepcis Magna, fue una ciudad importante de Cartago, y posteriormente, del Imperio Romano. Sus ruinas están ubicadas cerca de Trípoli, en Libia. Fueron declaradas por la Unesco como Patrimonio de la Humanidad, en el año 1982.

## Nombre
El nombre latino era Lepcis Magna (también escrito Leptis en algunas inscripciones; también Leptimagnensis Civitas, adjetivo Leptitanos, Leptitanus). El nombre griego era Λέπτις μεγάλη Megale Leptis o Νεάπολις Neapolis. La ciudad fue denominada «Mayor» (magna) en contraste con la Leptis Parva del actual Túnez. El nombre púnico original se encuentra como lpqy (o -lpqy, con el artículo); este nombre parece conectado con la raíz semita lfq (presente en la lengua árabe), que tiene el sentido de «fabricar, armar», para referirse a la fundación o construcción de la ciudad. El nombre árabe moderno es لبدة Labdah.

## Historia

### Periodo romano
La ciudad fue fundada por colonos fenicios alrededor del 1100 a. C., aunque no alcanzó importancia hasta que Cartago se convirtió en una potencia del mar Mediterráneo en el siglo IX a. C. Siguió siendo parte de Cartago hasta el final de la tercera guerra púnica en el 146 a. C., y se convirtió en parte de la República Romana, aunque ya desde el 200 a. C. se consideraba como una ciudad independiente.
La urbe contaba con un puerto y era el punto de partida de las caravanas que se dirigían al Fezzán. Gozó de éxito y crecimiento en esta época. Sus más antiguos monumentos latinos datan de la época de los emperadores Augusto y Tiberio: éstos fueron un teatro, la plaza principal del mercado y un arco monumental. Hacia el 16 d. C. una inscripción detalla que por orden del procónsul se estaba construyendo una calzada de la ciudad al interior de África.
Siguió perteneciendo a Roma hasta el reinado del emperador Tiberio, cuando Lepcis Magna y el área vecina se incorporaron formalmente al imperio como la provincia romana de África. En poco tiempo se convirtió en una de las ciudades líderes del África romana y en un centro comercial importante.
Los habitantes de Leptis  no tenían la ciudadanía romana y la ciudad era dirigida por dos sufetes (voz púnica para designar a un tipo de magistrados) y un concejo. Las inscripciones y edictos se hacían tanto en latín como en púnico. Los gobernantes de la urbe siguieron llevando nombres púnicos hasta hacia el 72 d. C. con Iddibal. El emperador Trajano, hacia el 109-110 le otorgó la categoría de colonia a la urbe y con ello concedía la ciudadanía a sus pobladores libres. En este tiempo era sufete el abuelo del futuro emperador Septimio Severo y quien luego adquiriría rango ecuestre.
Leptis Magna llegó a su apogeo a principios de 193 con el ascenso al trono imperial de Lucio Septimio Severo, quien era oriundo de la ciudad. Como emperador romano la tuvo como su favorita entre todas las ciudades provinciales, ya que con todas las construcciones y riquezas con que dotó a la ciudad, hizo de ella una de las más importantes ciudades de África, llegando a ser rival incluso de Cartago y Alejandría. Mandó a ampliar el puerto, el cual alcanzó unas dimensiones impresionantes. Sin embargo, las modificaciones no rindieron fruto ya que poco después el puerto se llenó de arena. En el 205, el emperador y su familia visitaron la ciudad y fueron recibidos con grandes honores.
Durante la crisis del siglo III, cuando el comercio entró en declive, la importancia de Lepcis también sufrió y ya para mediados del siglo IV, gran parte de la ciudad había sido abandonada. Durante el reinado de Teodosio I gozó de un pequeño renacimiento.

### Período postromano
En el 439, Leptis Magna y las demás ciudades de Tripolitania cayeron bajo el dominio de los vándalos cuando su rey Genserico conquistó Cartago a los romanos y la hizo su ciudad. Por desgracia, el rey mandó destruir las murallas de la ciudad para disuadir al pueblo de rebelarse contra el dominio vándalo. El resultado fue que en el año 523, un grupo de bereberes saqueó la ciudad causando daños a los vándalos y a la población.
Belisario reconquistó Leptis Magna en nombre del Imperio bizantino diez años más tarde y en el 534 destruyó el reino de los vándalos. Lepcis pasó a ser una capital provincial del Imperio bizantino, que se administró dentro del Exarcado de África, pero nunca se recuperó de la destrucción causada por los bereberes. Ya para la conquista árabe de Tripolitania en los 650, la ciudad había sido abandonada salvo por una guarnición bizantina.
Hoy día, las ruinas de Lepcis Magna son de las más impresionantes del período romano.

## Nuevos descubrimientos
En junio de 2005 se hizo público que los arqueólogos de la Universidad de Hamburgo que trabajaban en la costa de Libia, habían descubierto cinco mosaicos con un total de casi 30 pies de largo. Son originarios de los siglos I y II y muestran con claridad a un guerrero cazando un venado, a cuatro jóvenes peleando con un toro salvaje y a un gladiador descansando en estado de fatiga que mira a su oponente ya muerto. Los mosaicos decoraban las paredes de una piscina de agua fría en unas termas dentro de una casa romana en Wadi Lebda en Lepcis Magna. El mosaico del gladiador está considerado por los expertos como una de las muestras más finas de mosaicos representativos jamás vistos, comparable en calidad al mosaico de Alejandro Magno en Pompeya. Los mosaicos fueron descubiertos en el 2000, pero se mantuvo secreto el descubrimiento para evitar que fueran saqueados. 

## Galería

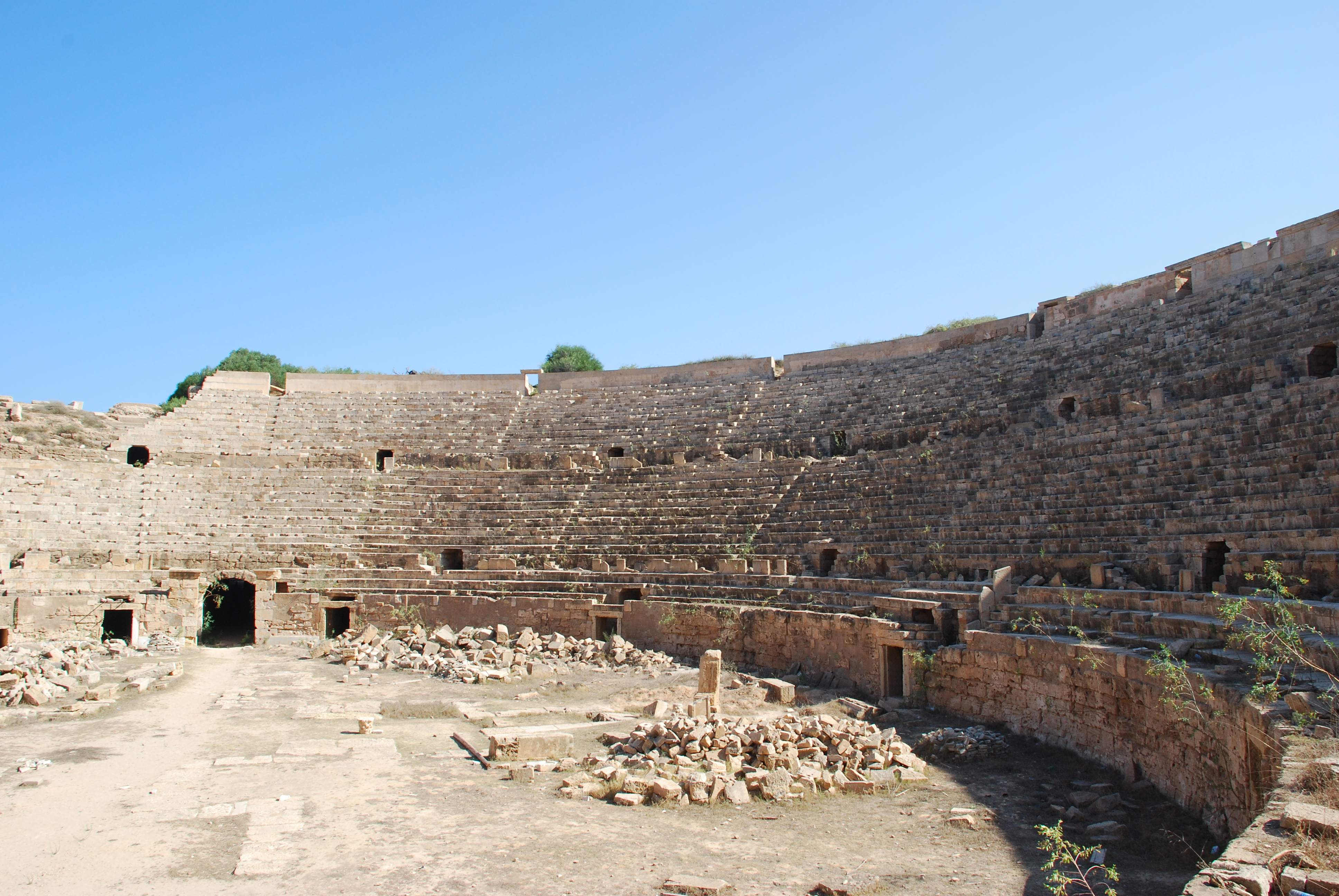
Anfiteatro de Leptis Magna.
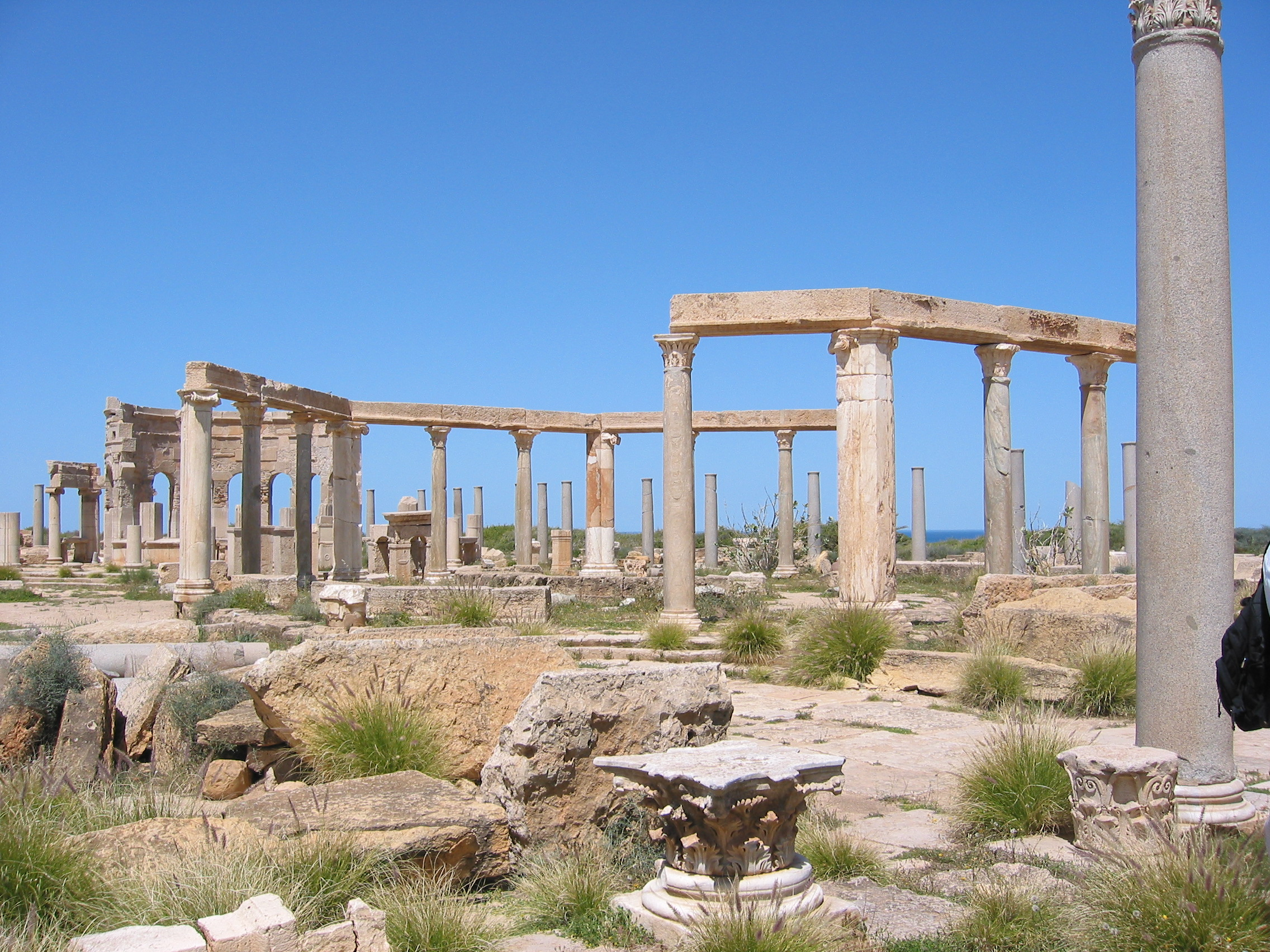
Mercado romano en Leptis Magna.
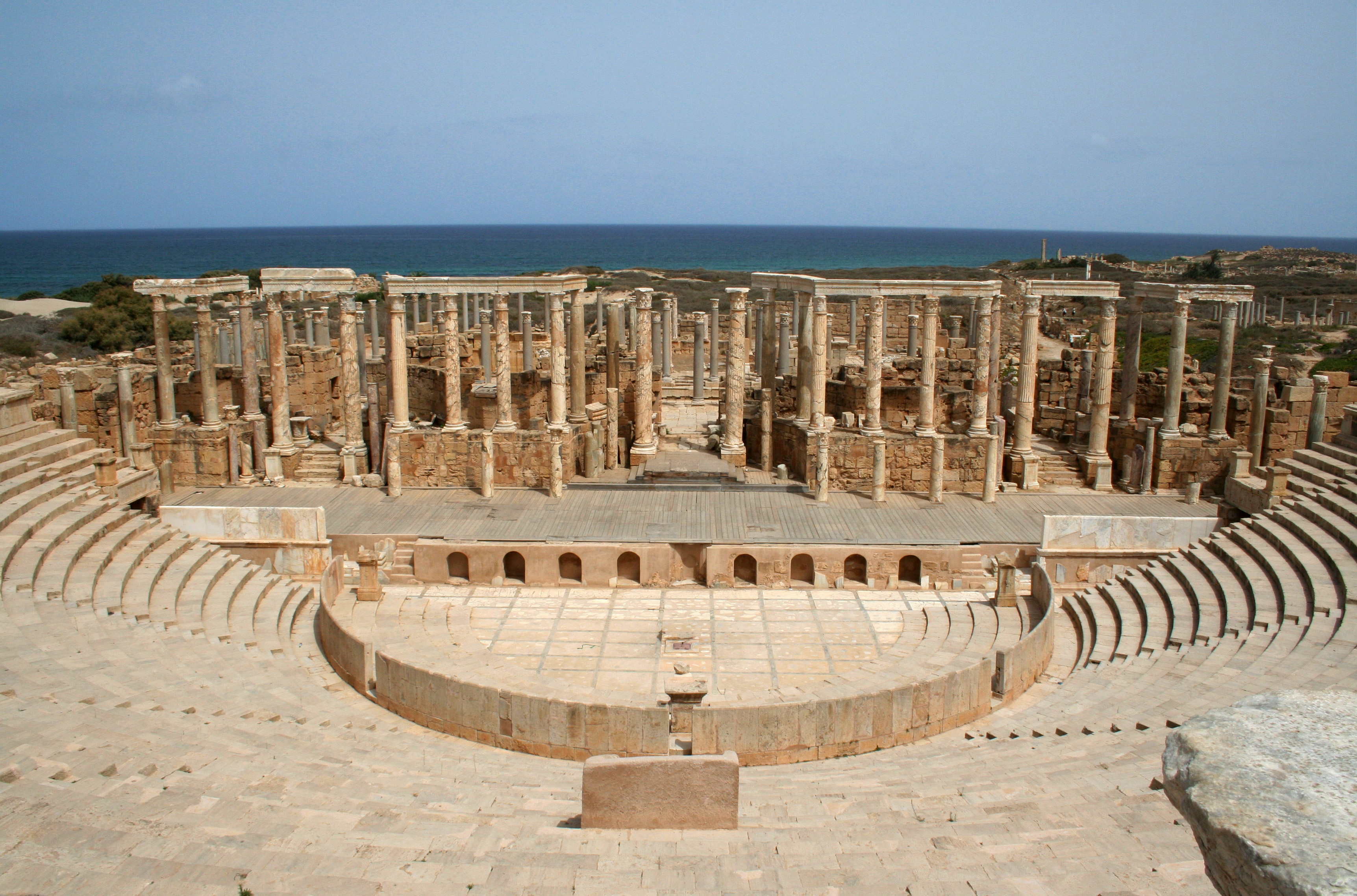
Teatro romano en Leptis Magna.
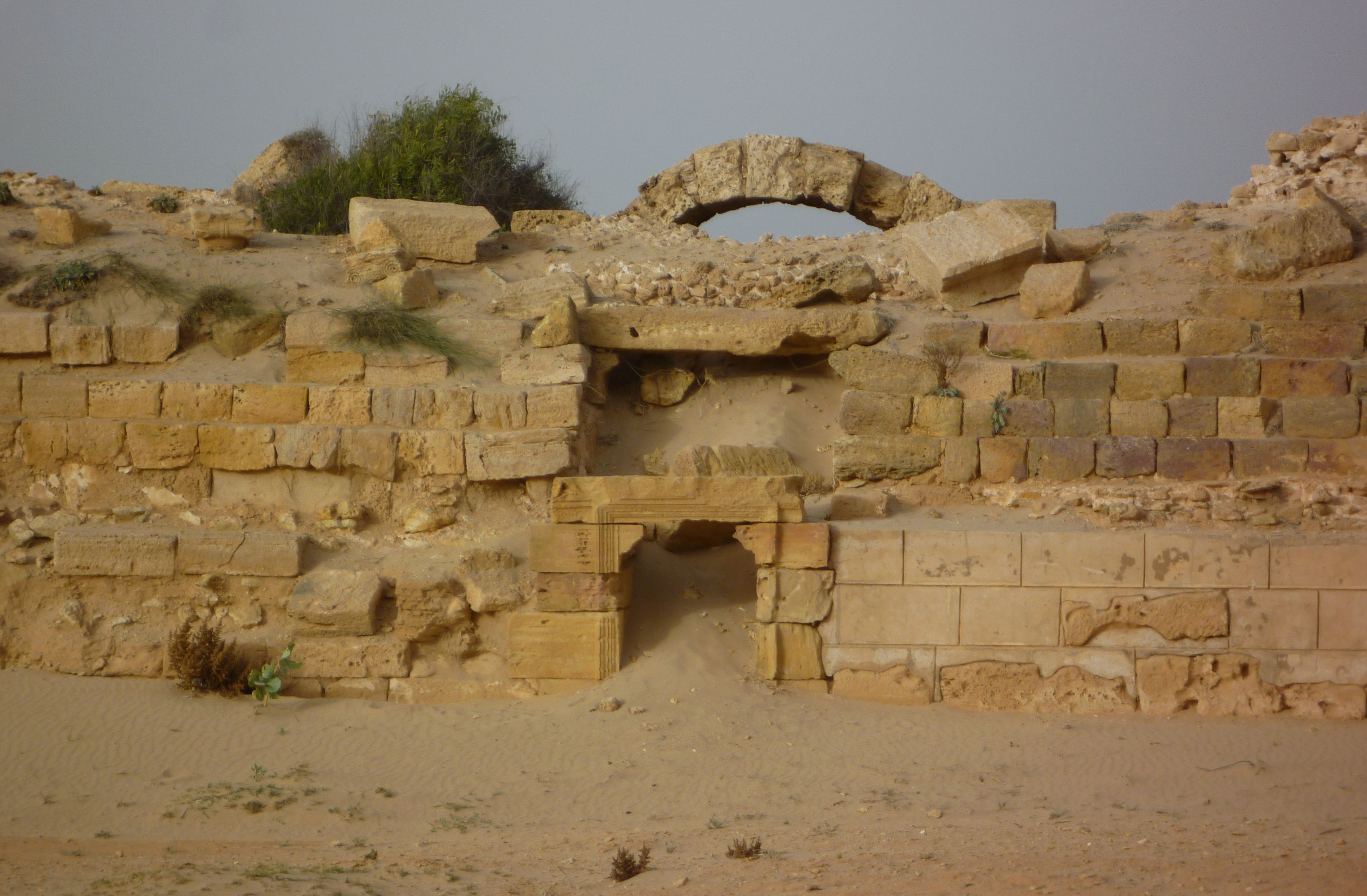
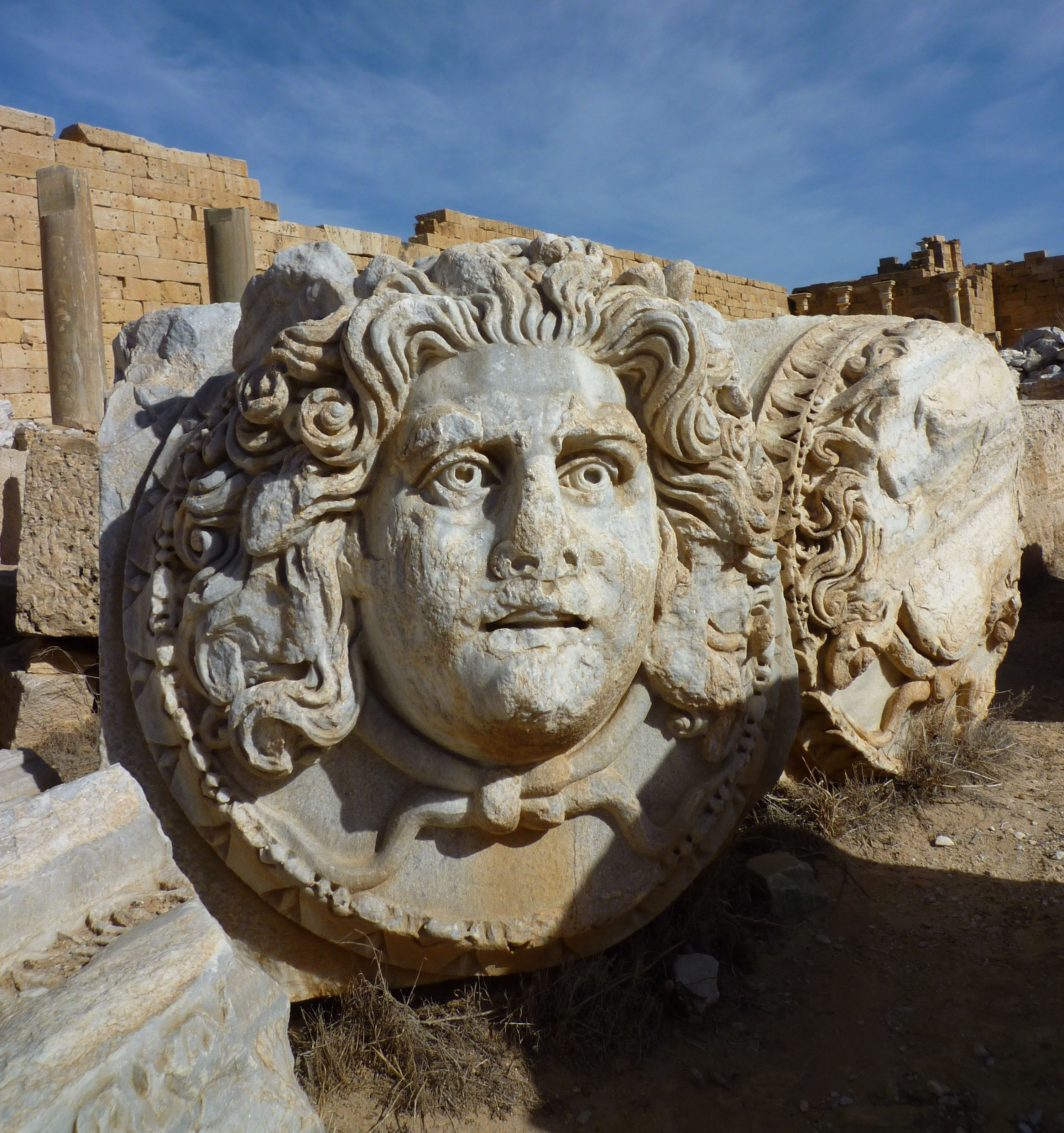
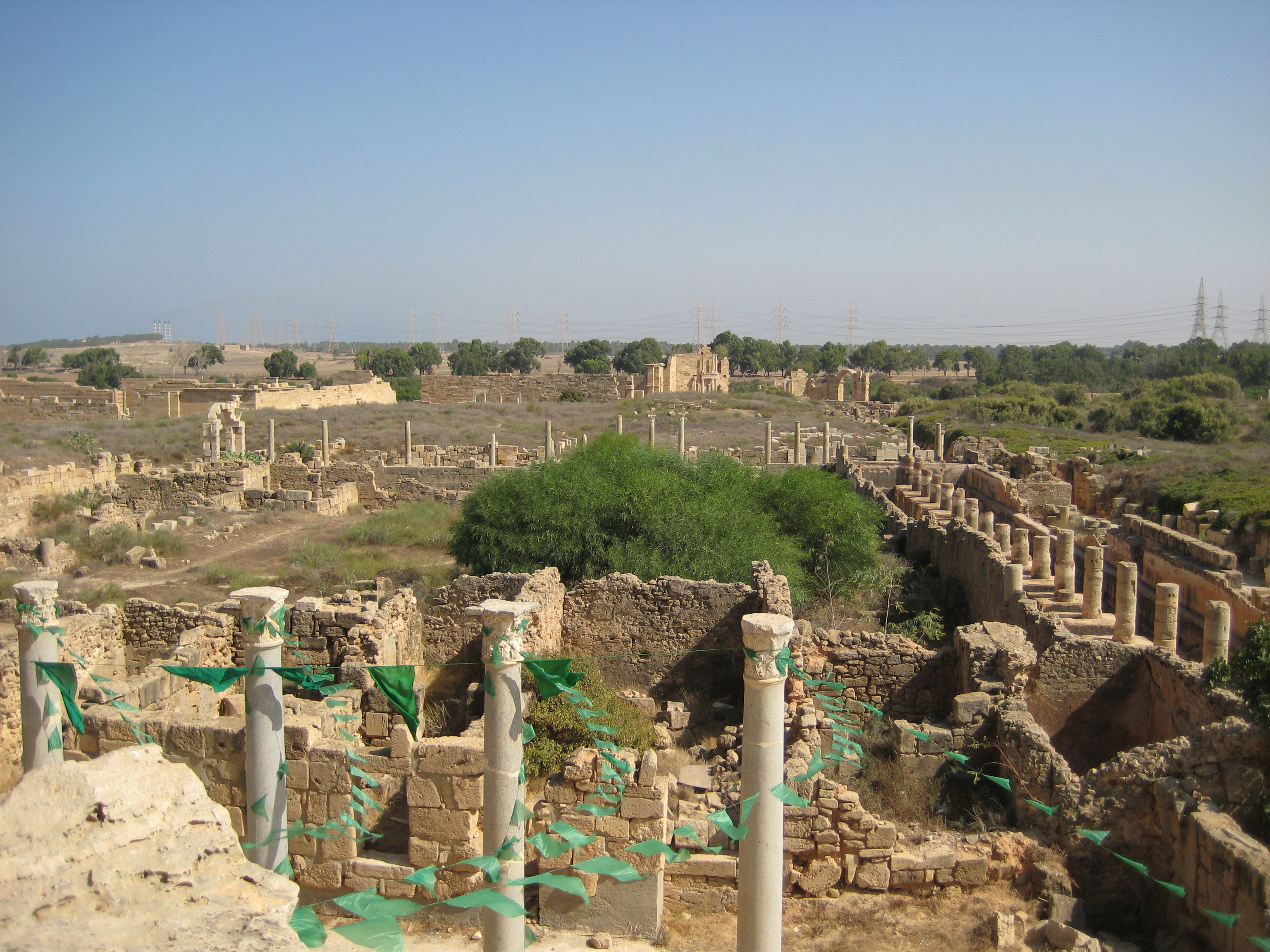
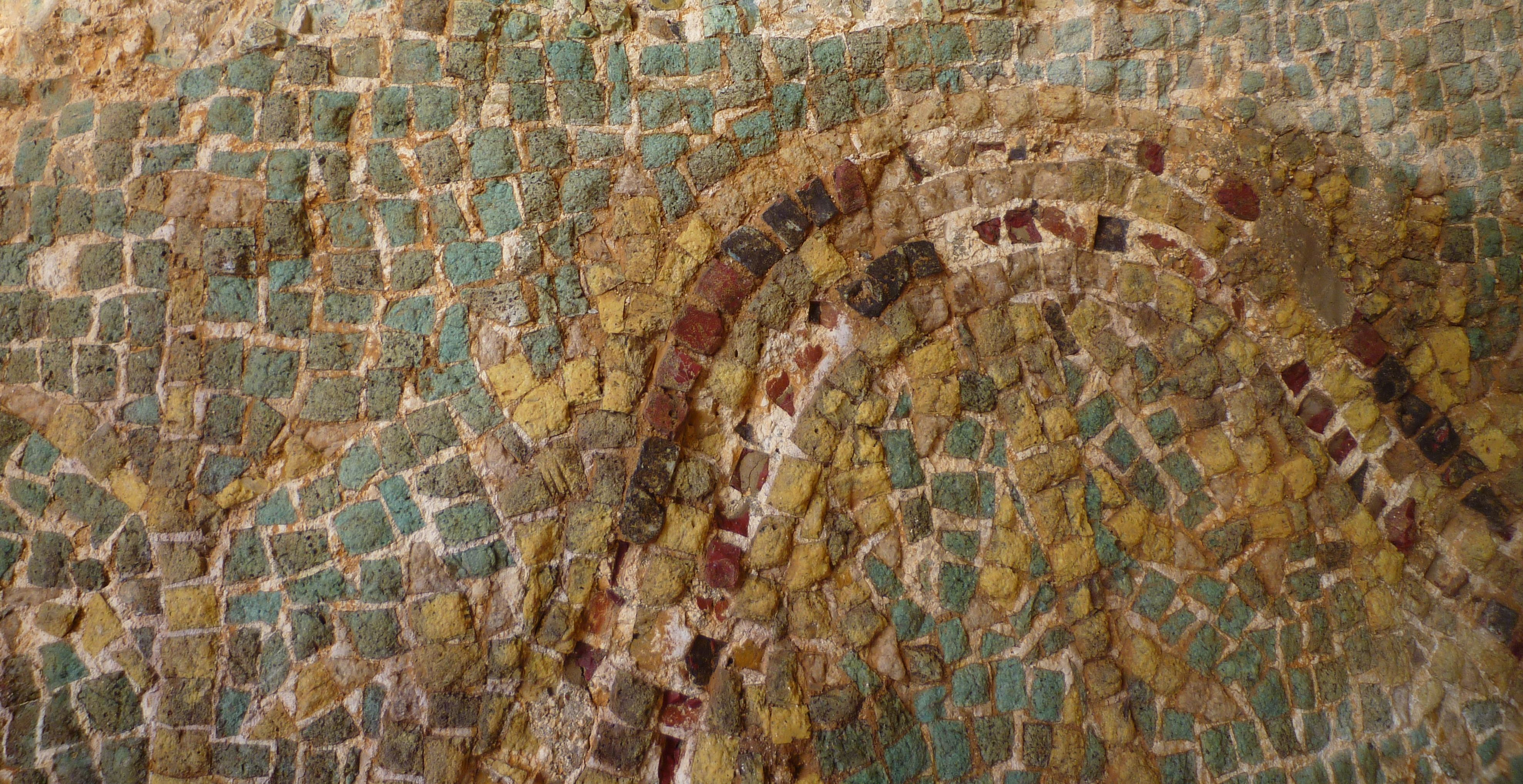
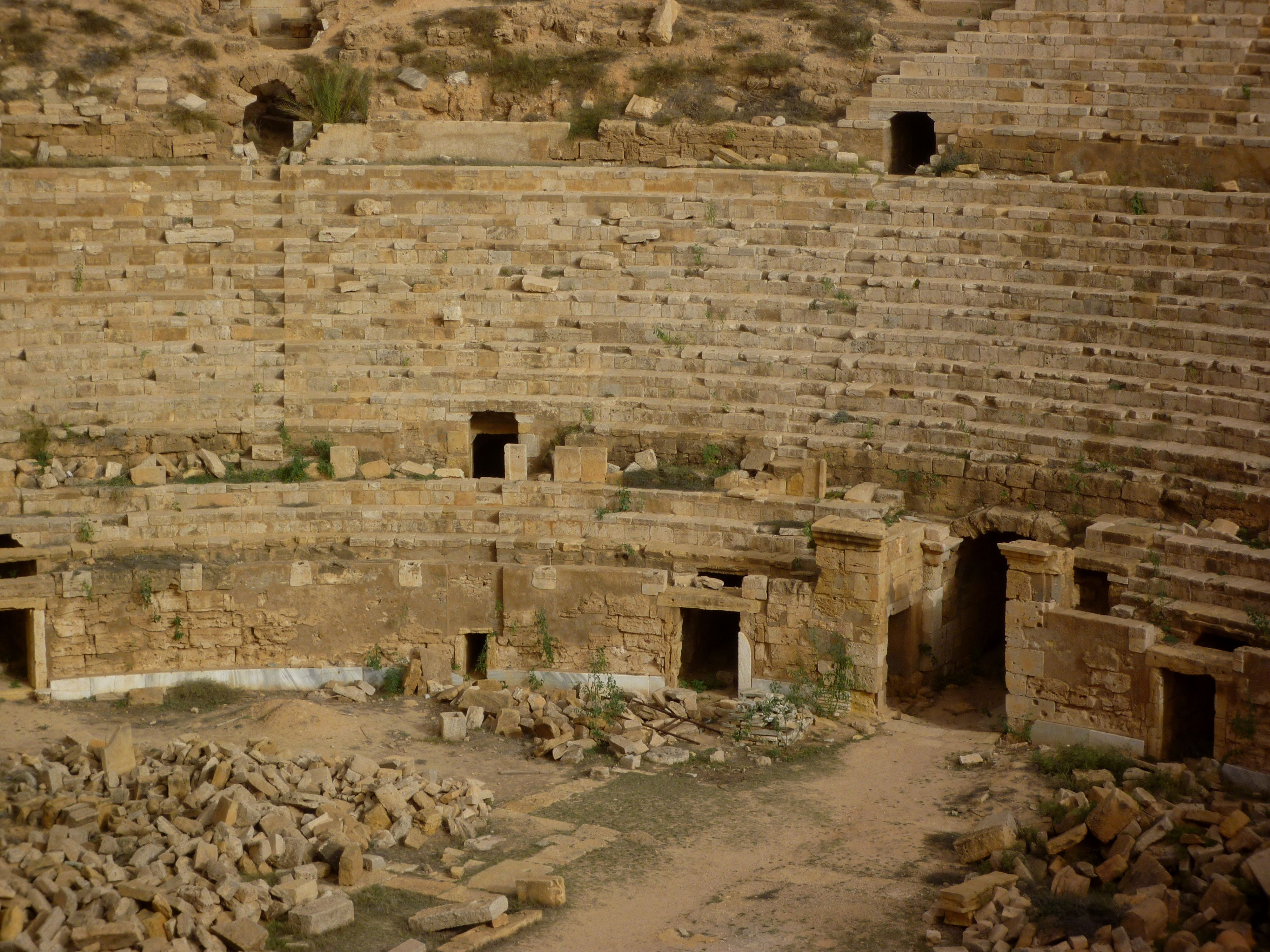
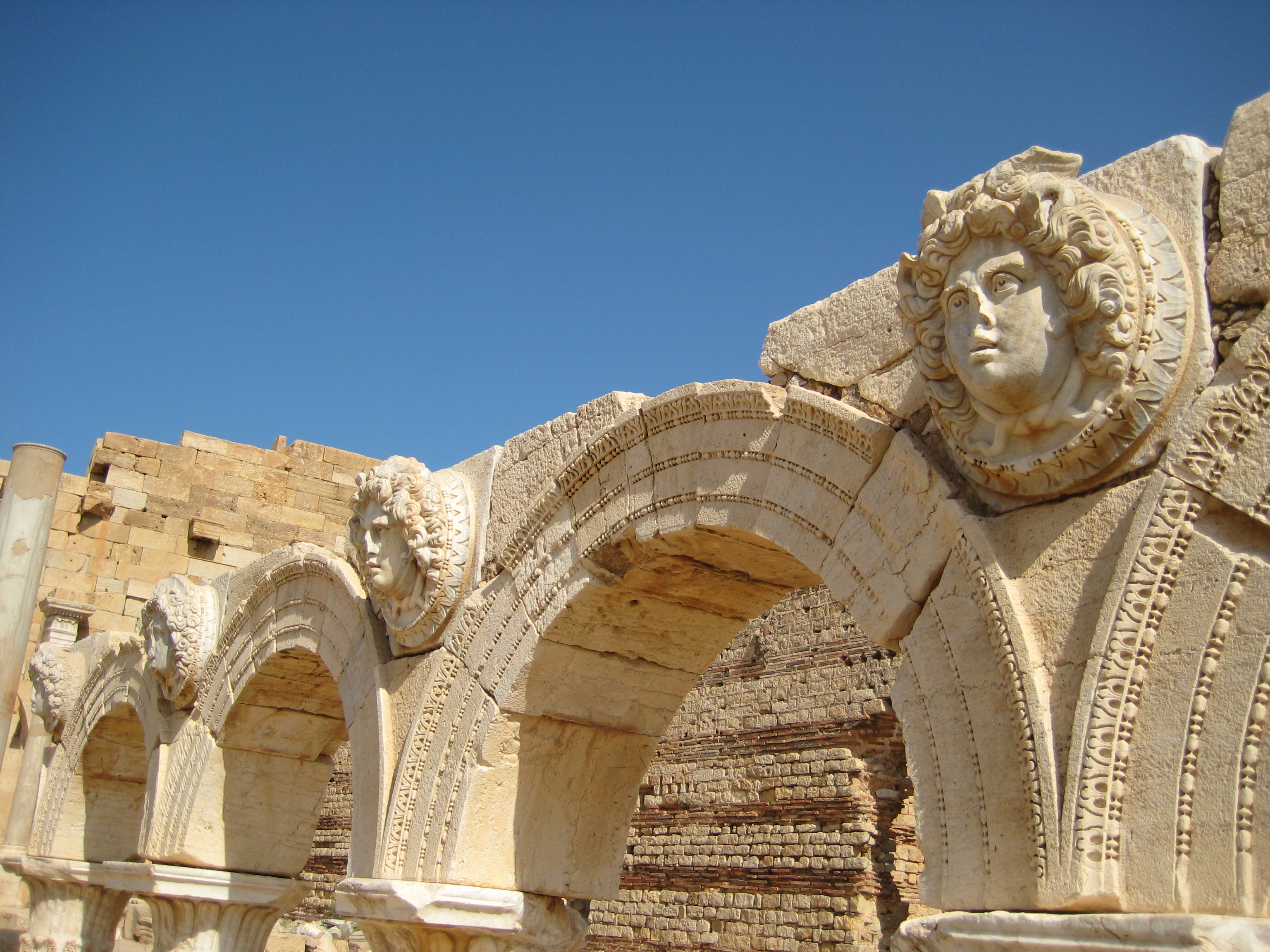
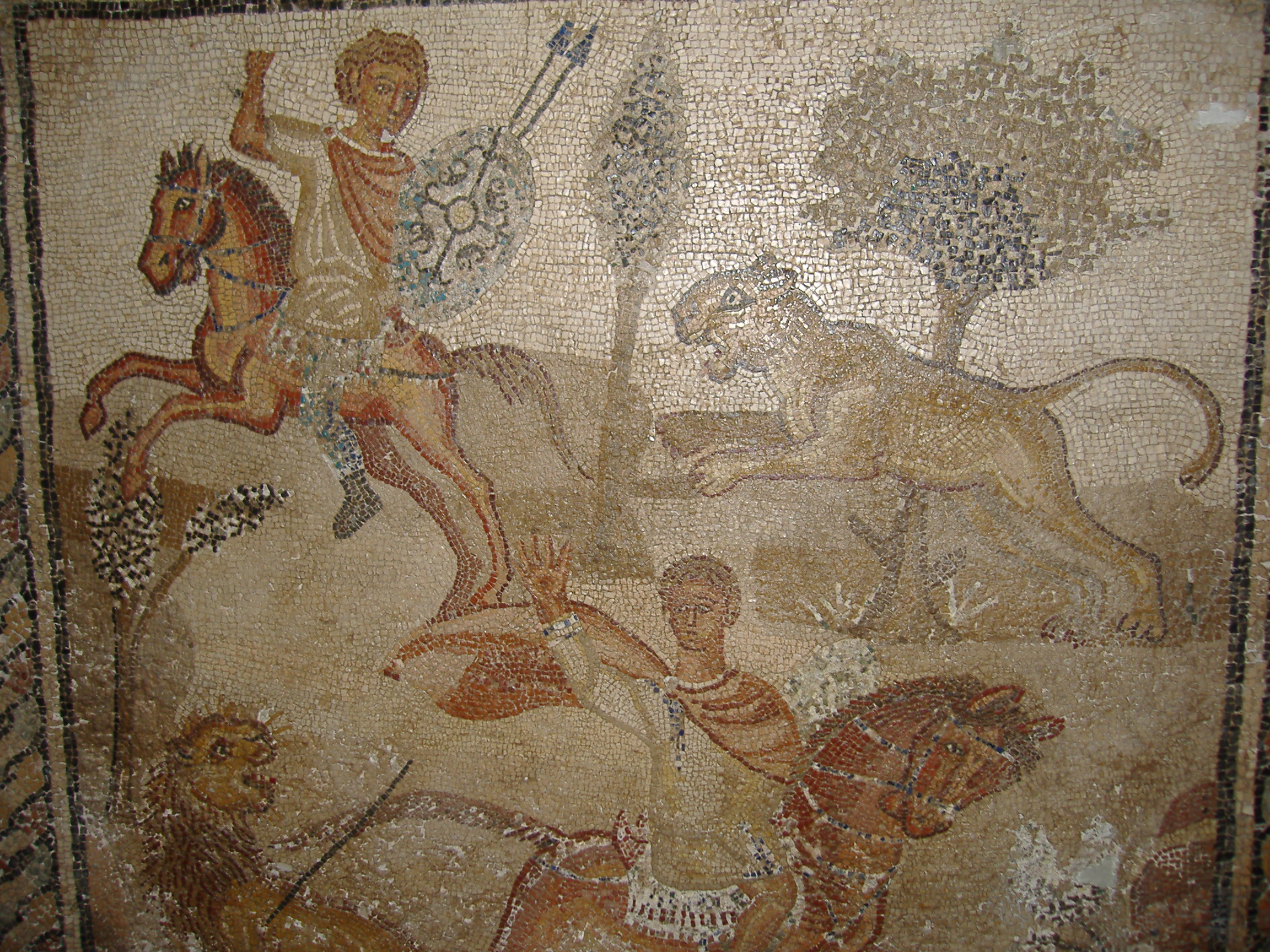
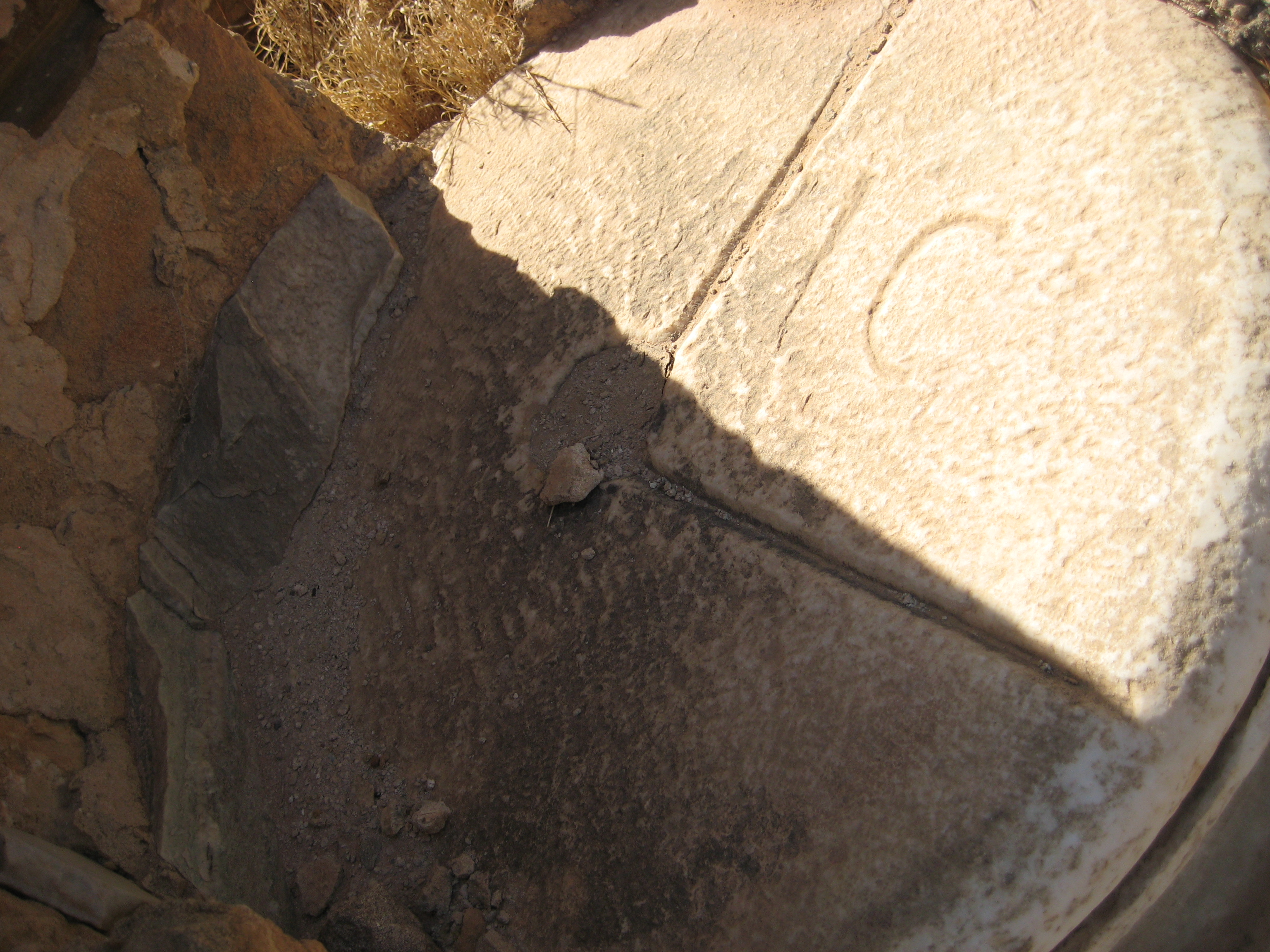
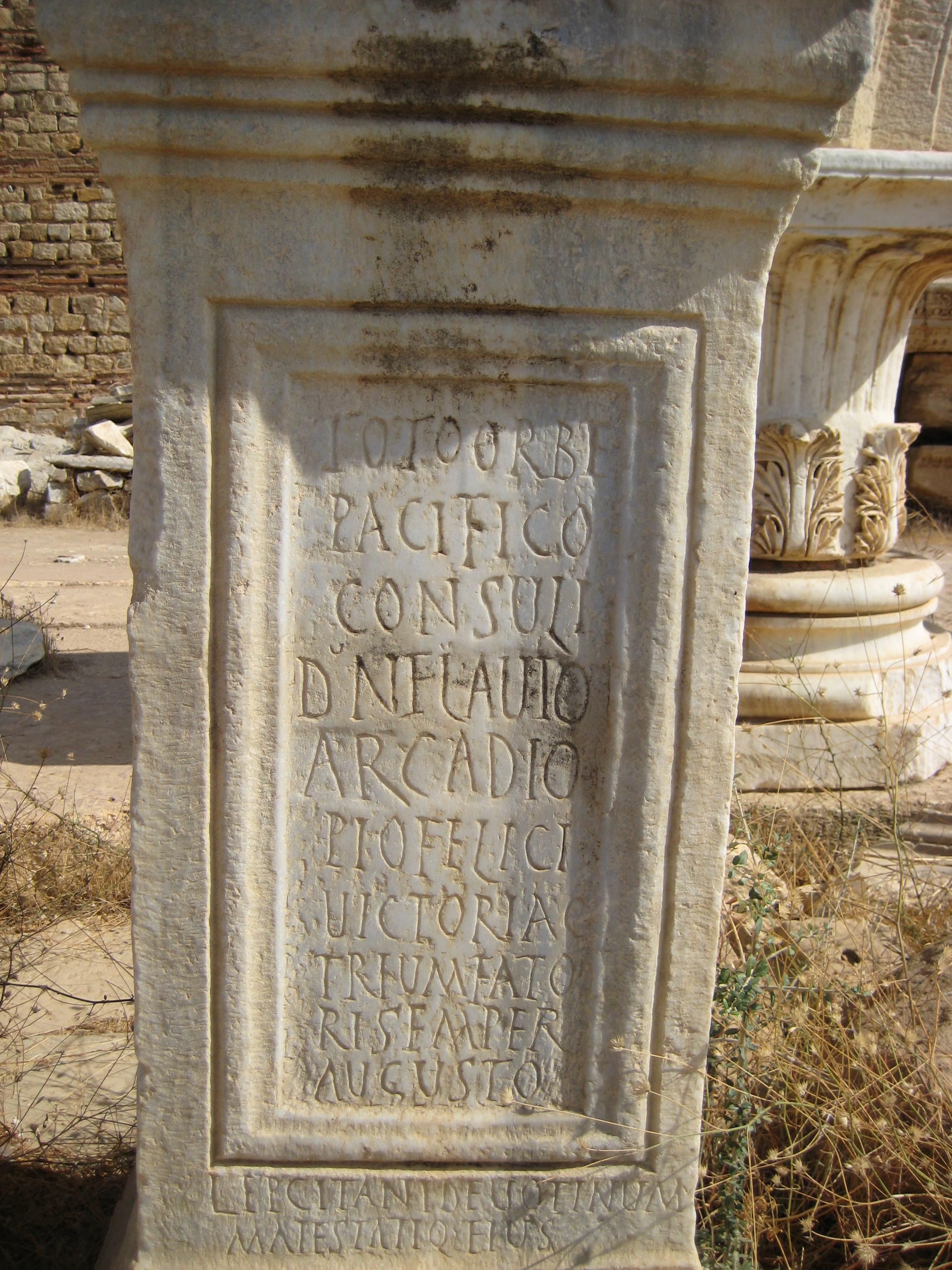
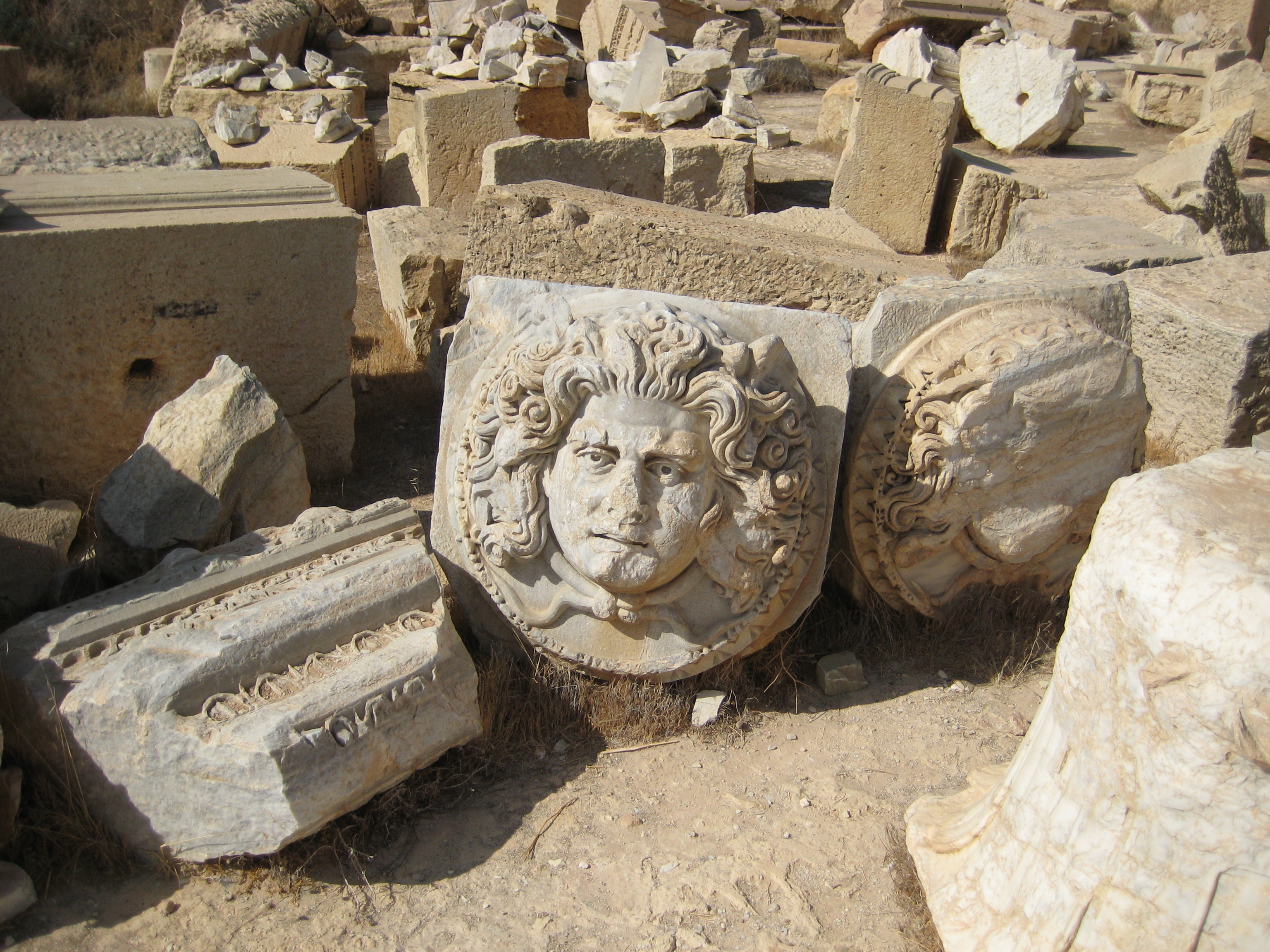
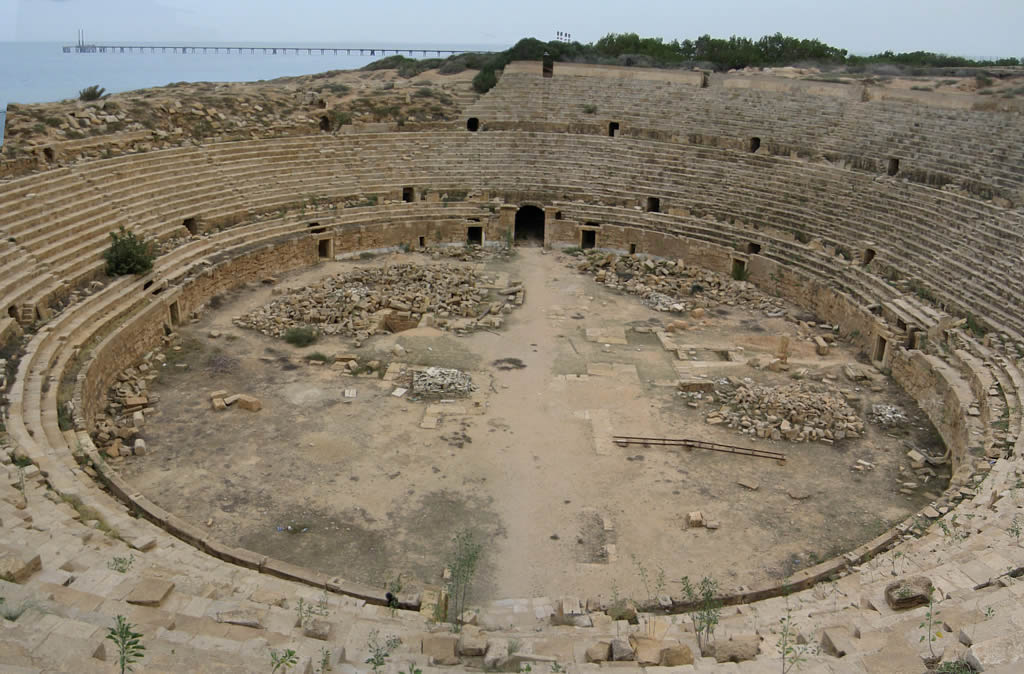
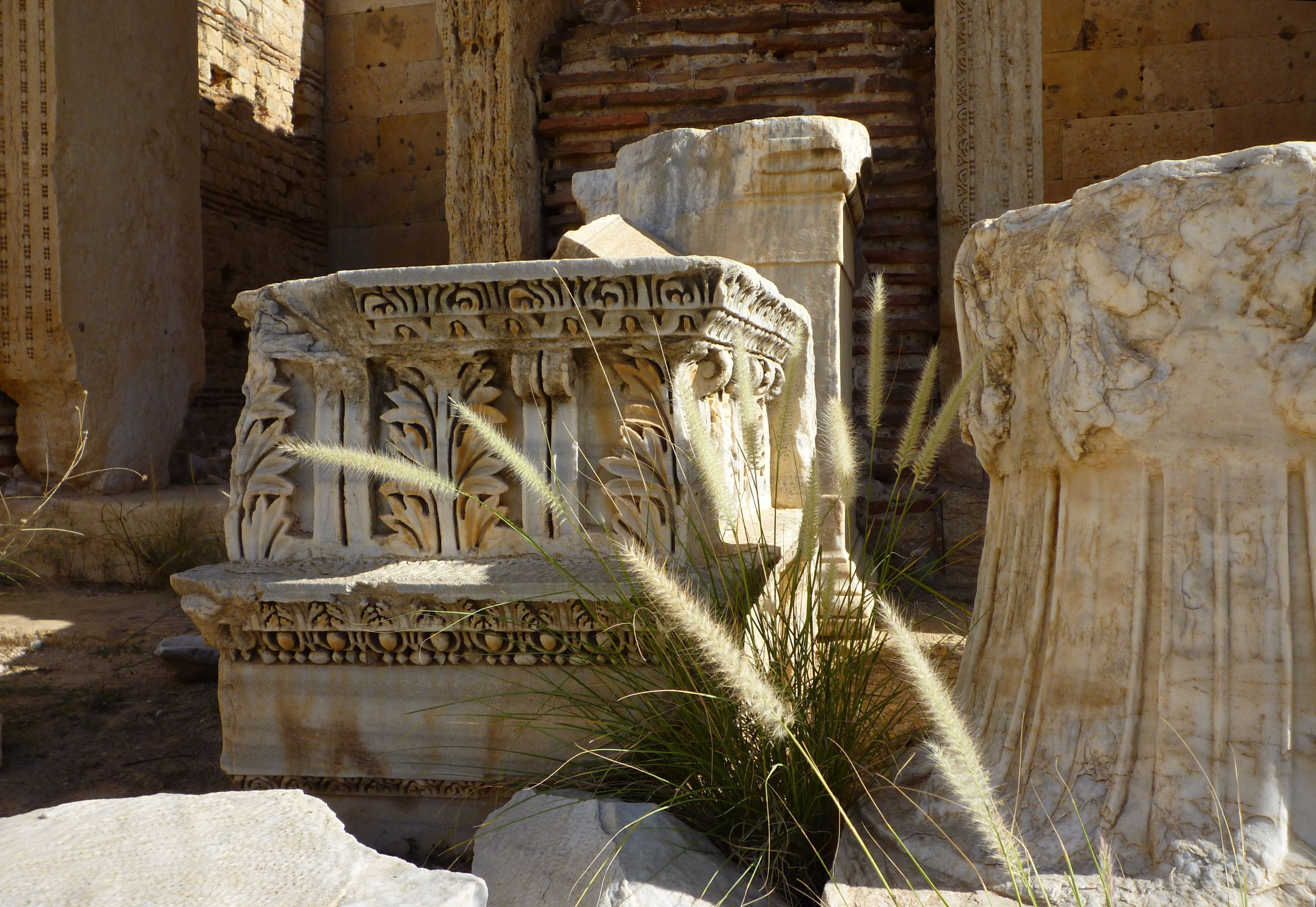
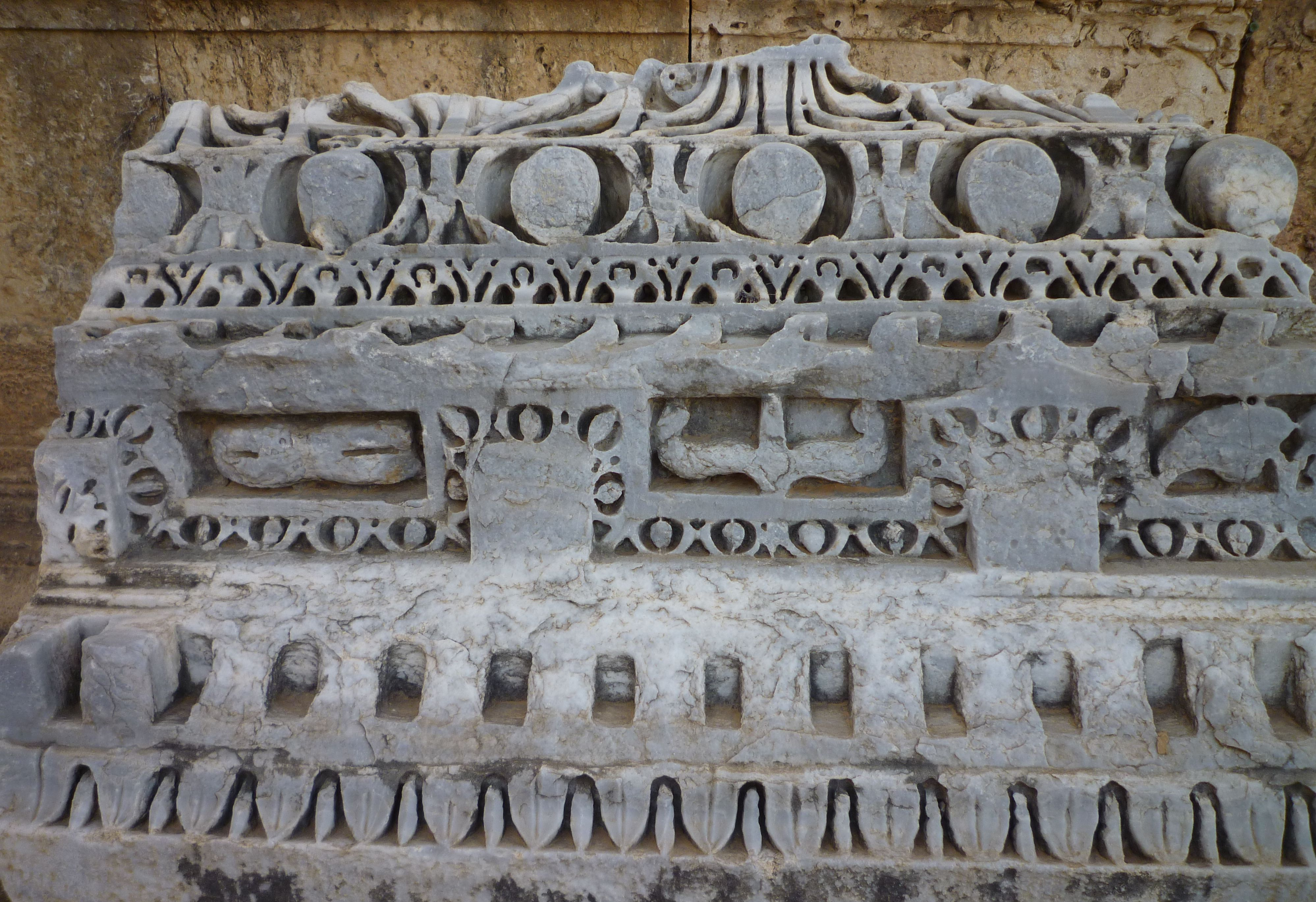
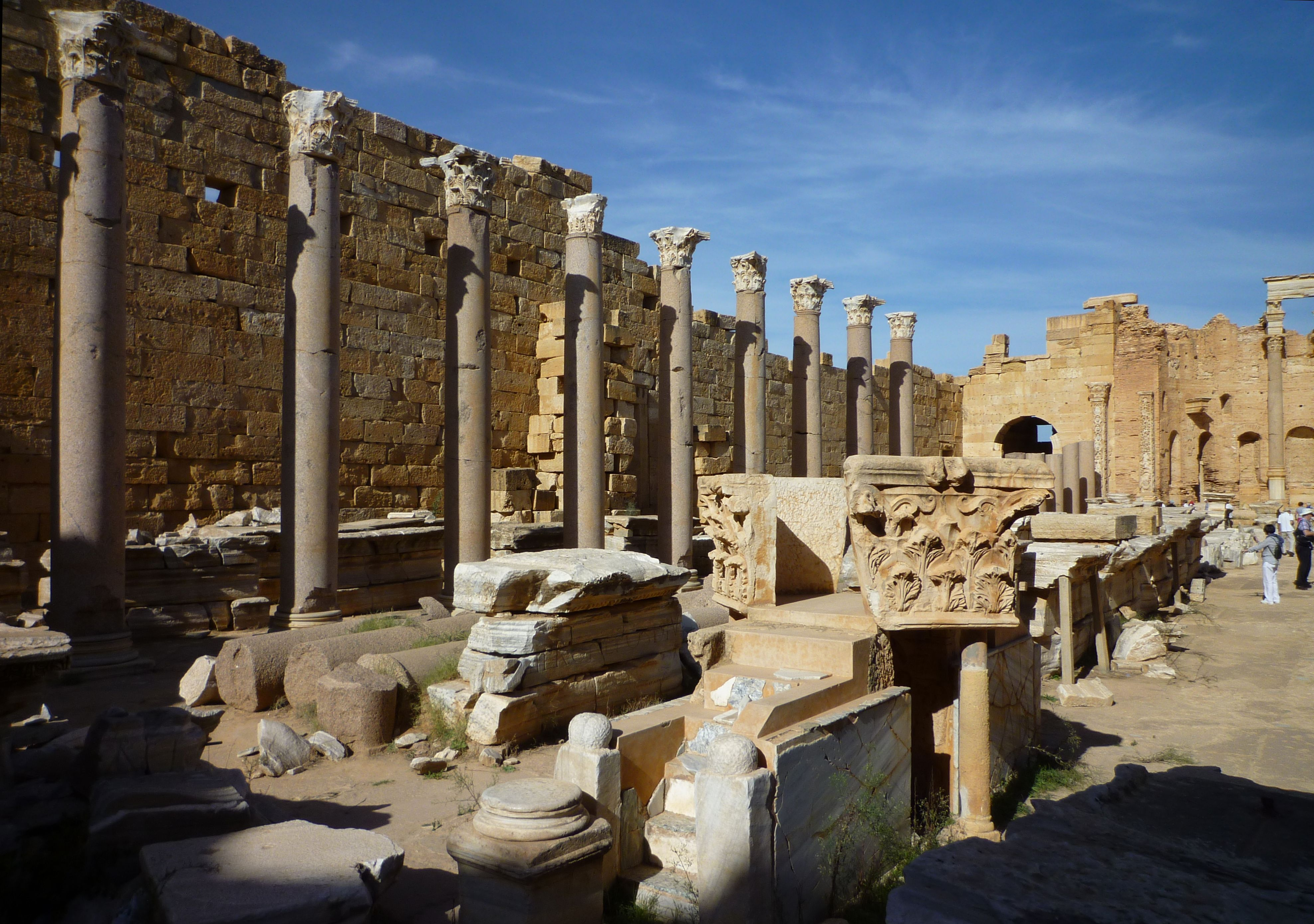
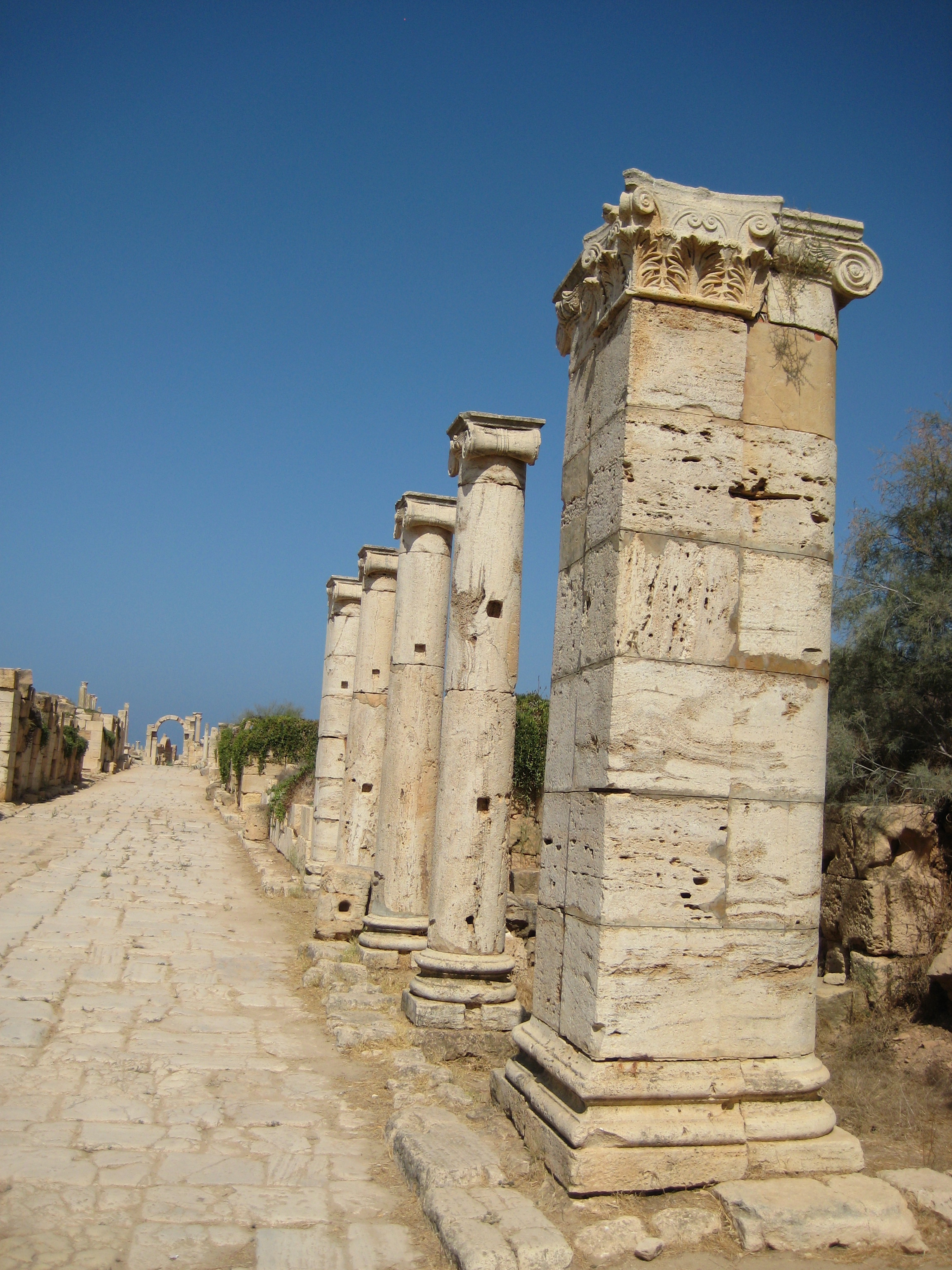
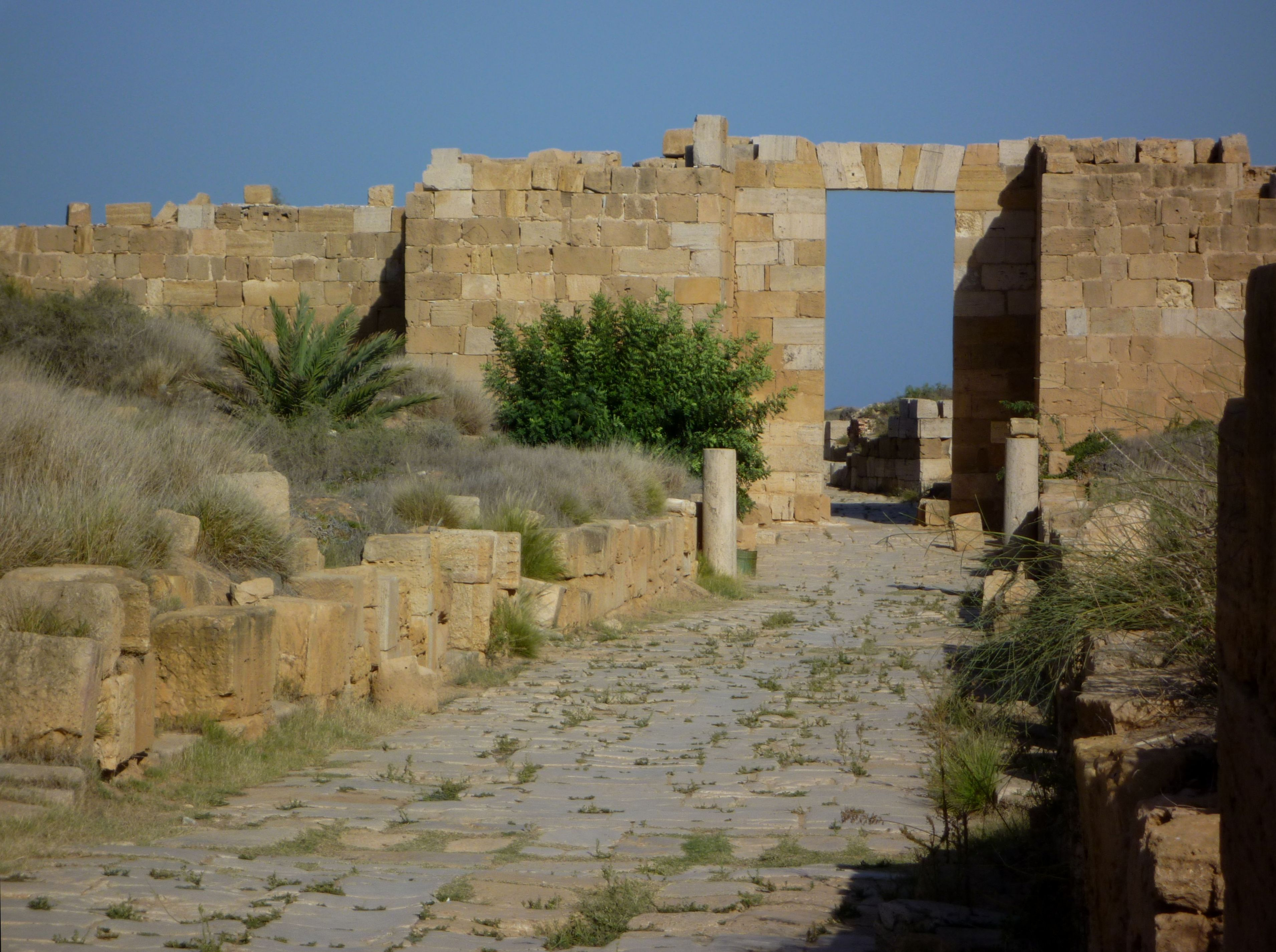
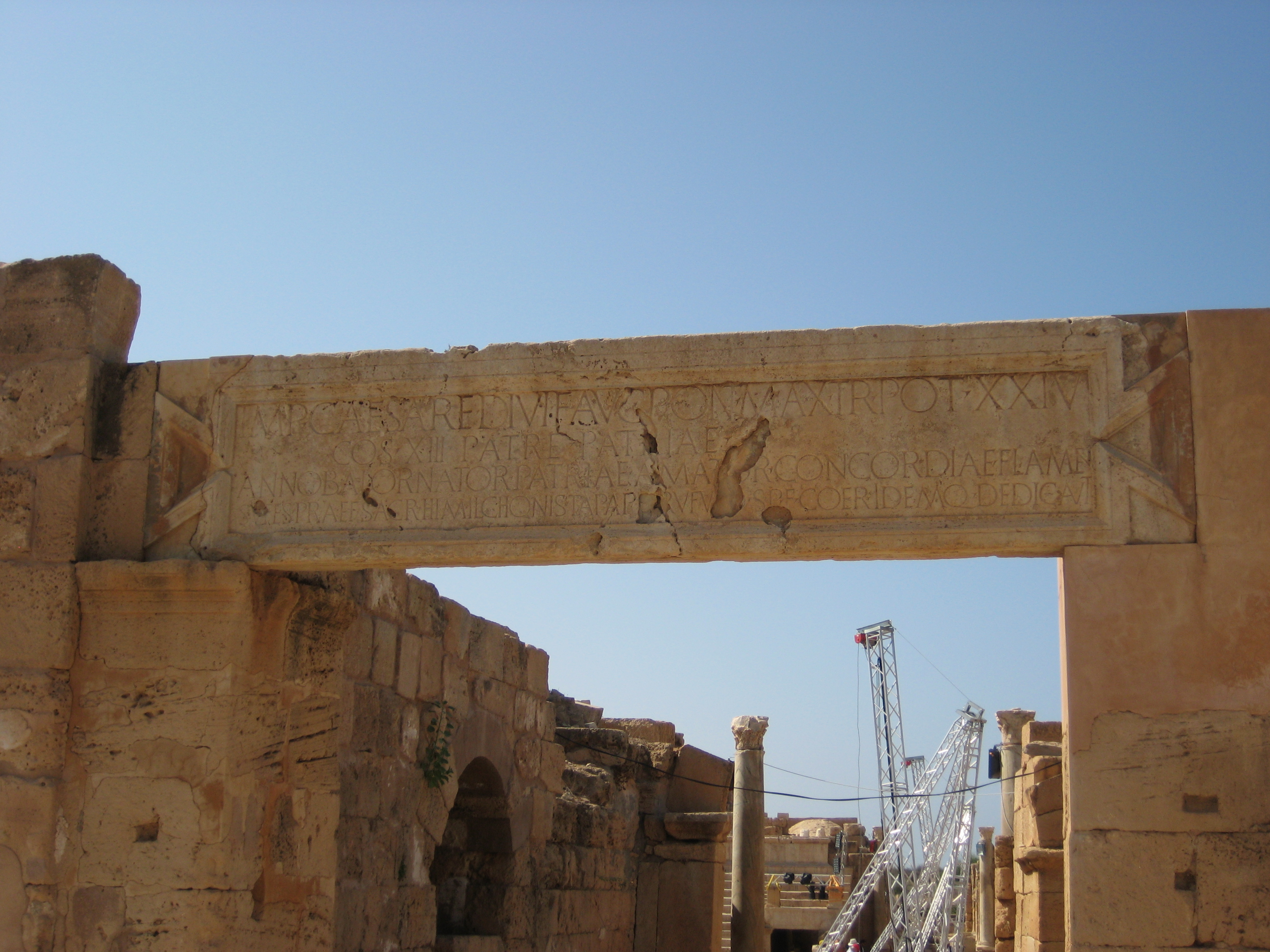

### Videos
- José Luis Santos Fernández (2009). Leptis Magna Libya (1/2). Valpard Films. Consultado el 17 de febrero de 2010.
- José Luis Santos Fernández (2009). Leptis Magna Libya (2/2). Valpard Films. Consultado el 17 de febrero de 2010.

- Datos: Q191504
- Multimedia: Leptis Magna / Q191504